# Verbandsgemeinde Freinsheim
La comunità amministrativa di Freinsheim (Verbandsgemeinde Freinsheim) si trova nel circondario di Bad Dürkheim nella Renania-Palatinato, in Germania.

## Comuni
Fanno parte della comunità amministrativa i seguenti comuni:
| Comune, città               | Sup. (km²) | Abitanti |
| --------------------------- | ---------- | -------- |
| Bobenheim am Berg           | 6,33       | 830      |
| Dackenheim                  | 3,32       | 429      |
| Erpolzheim                  | 3,60       | 1 334    |
| Freinsheim, città           | 13,60      | 4 898    |
| Herxheim am Berg            | 4,35       | 712      |
| Kallstadt                   | 6,58       | 1 224    |
| Weisenheim am Berg          | 9,20       | 1 718    |
| Weisenheim am Sand          | 13,72      | 4 325    |
| Verbandsgemeinde Freinsheim | 60,72      | 15 470   |

(Abitanti al 31 dicembre 2021)